# Давиде Мариани
Давиде Мариани (роден 19 май 1991 г.) е швейцарски футболист, който играе като полузащитник за Берое (Стара Загора).
Израства в юношеския отбор на ФК Цюрих и дебютира за основния състав през 2012 г., а след това печели Купата на Швейцария през сезон 2013/14.
През лятото на 2018 г. е привлечен в отбора на ПФК Левски (София), а в началото на сезон 2019/20 е трансфериран в Шабаб Ал Ахли.

## Успехи
ФК Цюрих
- Купа на Швейцария: 2013/14